# 大順民族站

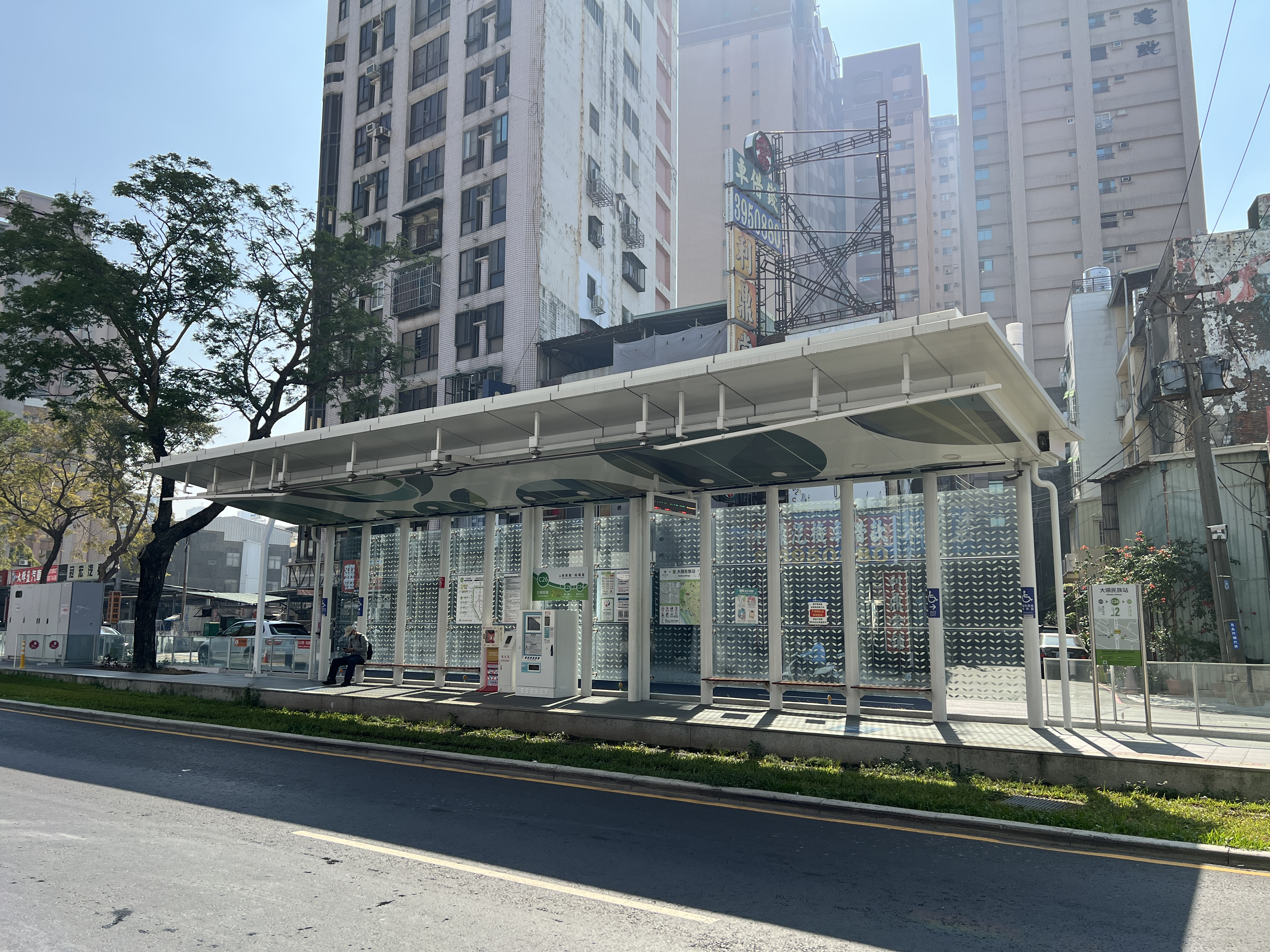
大順民族站逆行月台

大順民族站位於台灣高雄市三民區灣興里，為高雄捷運環狀輕軌的捷運車站。車站編號為C26。

## 歷史
- 高雄市政府捷運工程局舉行C15-C37車站徵名活動，票選結果站名為「灣仔內站」[2]。

- 2024年1月1日，隨著環狀輕軌第二階段「C24愛河之心–C32凱旋公園」通車啟用[3][4]。因應高雄輕軌成圓，於2024年1月1日至2月25日前進行全線通車試營運，以作為後續正式營運後參考[5][6]。

- 2024年1月下旬，市府將本站站名由原「灣仔內」更名為「大順民族」，同時亦引發地名保存爭議，後續評估預計將次站C27大順鼎山站更名為「灣仔內（大順鼎山）」[7]，更名作業於2024年3月14日完成。

## 車站概要
站區位於大順一、二路與民族一路口的東西側。由於此站位於高雄市三民區河堤社區及河堤公園之南側約700公尺處，距離愛河約250公尺，定位為中間站。車站構造為中央側式月台兩座。

### 月台配置
| 地面                          |              |                                  |
|                               | 民族一路路口 | ← 環狀輕軌逆行方向（新上國小站） |
| 側式月台（西側），左側開門    | 民族一路路口 | 側式月台（東側），左側開門       |
| 環狀輕軌順行方向（灣仔內站）→ | 民族一路路口 |                                  |
| 出入口                        |              |                                  |

## 外部連結
- 大順民族站（高雄捷運公司）